# 정홍덕 (조선 전기)
정홍덕(鄭弘德, ? ~ ?)은 조선 전기의 무인이다. 1419년(세종 1)에 무과에 급제하여 병조판서에 이르렀다. 1455년의 세조 반정으로 관직을 사퇴하였다. 본관은 경주이고 호는 팔송(八松)이다.

## 생애
1419년(세종 1)에 무과에 급제한 후 여러 벼슬을 거쳐 병조판서, 세자시강원좌빈객(世子侍講院左賓客) 등을 역임하였고, 1454년(단종 2)에는 명나라에 파견되는 사신으로 연경에 다녀왔다. 귀국 후, 단종이 폐위당하자 벼슬을 버리고 낙향하였다. 1457년에 단종 복위 운동의 실패로 단종이 유배지에서 죽음을 당하자 자결을 시도하였으나, 실패하여 모친과 함께 전라북도 남원의 교룡산으로 낙향하여 여생을 보냈다.

## 같이 보기
- 단종 복위 운동
- 계유정난
- 세조 찬위